# Bodisatva

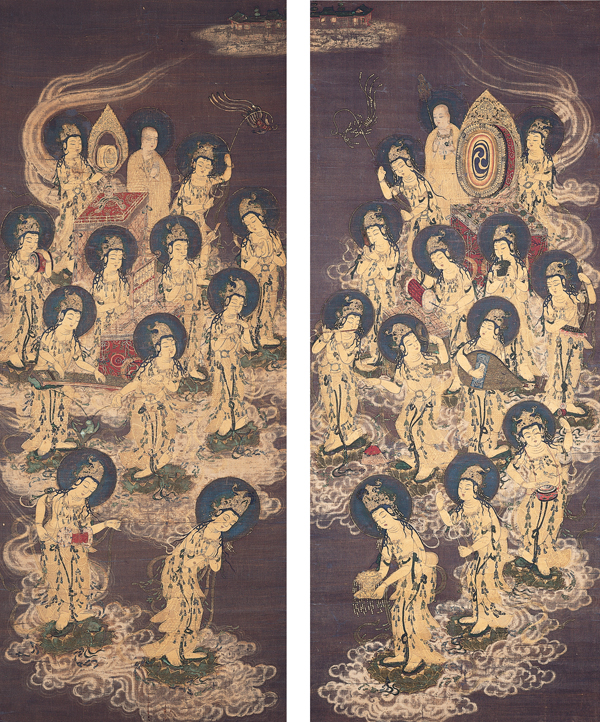
Anônimo: Vinte e cinco Bodhisattvas descendo do céu, Museu de Arte Kimbell, Texas. Período Kamakura, Japão (1185–1333)

No budismo, o bodisatva ou bodhisattva (em sânscrito:  बोधिसत्त्व bodhisattva; em páli:  बोधिसत्त bodhisatta; sattva: "ser" e bodhi: "iluminado"), é um estado sublime que um humano pode alcançar em vida (iluminação); tradicionalmente é qualquer pessoa que, movida por grande compaixão, gerou bodhicitta: teve o desejo espontâneo de atingir o mesmo status espiritual de Buda para o benefício de todos os seres sencientes. De acordo com o budismo tibetano, bodhisattva é um dos quatro estados sublimes junto com Arhat, Buddha e, Pratyekabuddha.
Bodhisattva (bengali: বোধিসত্ত্ব, bodhishotto; tibetano: བྱང་ཆུབ་སེམས་དཔའ་; Wylie: byang chub sems dpa; birmanês: ဗောဓိသတ် bawdithat; bahasa indonesia: bodhisatwa; vietnamita: Bồ Tát; Páli बोधिसत्त, bodhisatta, tailandês: โพธิสัตว์, phothisat; japonês: 菩薩, bosatsu; chinês simplificado: 菩萨; chinês tradicional: 菩薩; pinyin: púsà), na tradição Mahayana e Vajrayāna, é representado por um panteão de bodisatvas, personificações das forças dentro de mentes humanas.
O bodisatva é um tema popular na arte budista.

## Budismo Teravada
O termo bodhisatta (pāli) foi usado por Buda no Cânone Páli para referir-se tanto em sua vida anterior, como em sua última vida (Sidarta Gautama) como um novo homem antes de sua iluminação, no período durante o qual ele foi trabalhar para a sua própria libertação. Durante seus discursos ele relatava suas experiências como um jovem aspirante e regularmente usava a frase: "Quando eu era um bodisatva não-iluminado (...)". O termo denota, portanto, um ser que está "em direção a iluminação", em outras palavras, uma pessoa cujo objectivo é tornar-se plenamente iluminado. No Cânone Páli, o bodisatva também é descrito como alguém que ainda está sujeito ao nascimento, envelhecimento, enfermidade, morte, tristeza e contaminações. Algumas das vidas anteriores de Buda como um bodisatva são destaques no Jātaka.
No Cânone Páli, o bodisatva Sidarta Gautama:
Bhikkhus, antes do meu despertar, quando eu ainda era um Bodisatva não iluminado, eu também, estando eu mesmo sujeito ao nascimento, busquei aquilo que também estava sujeito ao nascimento; estando eu mesmo sujeito ao envelhecimento, enfermidade, morte, tristeza e contaminações, busquei aquilo que também estava sujeito ao envelhecimento, enfermidade, morte, tristeza e contaminações.— Ariyapariyesana Sutta
Enquanto Maitreya (páli: metteya) é mencionado no Cânone Pali não como um bodisatva, mas simplesmente como o próximo Buda.
Na literatura Teravada o termo "bodhisatta" é usado com bastante frequência, no sentido de alguém no caminho para a libertação. A tradição posterior também reconhece a existência de dois tipos adicionais de bodisatvas: o paccekabodhisatta que atingirá o paccekabuddhahood e o savakabodhisatta que irá atingir a iluminação como um discípulo de um Buda. De acordo com o professor da doutrina Theravada, Bhikkhu Bodhi, o caminho do bodisatva não foi ensinado por Buda.

## Budismo Maaiana

### Ideal do Bodisatva
O Budismo Maaiana, por outro lado, considera o bodisatva como uma pessoa que já tem um considerável grau de esclarecimento e procura usar sua sabedoria para ajudar outros seres humanos a tornarem-se livres. Nesse entendimento da palavra o bodisatva é uma pessoa sábia que usa meios hábeis para levar os outros a ver os benefícios da virtude e do cultivo da sabedoria.
O Maaiana incentiva todos a se tornarem bodisatvas e tomar os votos. Com estes votos, faz a promessa de trabalhar para o completo esclarecimento de todos os seres, praticando as seis perfeições. A indelével ligação com o voto do bodisatva é o parinamana.
No Budismo Maaiana a vida neste mundo é comparada as pessoas que vivem em uma casa que está pegando fogo. Eles tomam o mundo como realidade, realização de projectos e prazeres do mundo sem perceberem que a casa está pegando fogo e logo vai queimar (a inevitabilidade da morte). Um bodisatva é o único que tem vontade de libertar os seres sencientes do samsara. Este tipo de mente é conhecida como bodhicitta. Bodisatvas tomam os votos do bodhisattva a fim de avançar no caminho espiritual para o estado de Buda.
Há uma variedade de diferentes concepções sobre a natureza de um bodisatva no Maaiana. De acordo com algumas fontes maaianas, um bodisatva é alguém no caminho para um estado de Buda completo. Outros falam que os bodisatvas renunciam ao estado de Buda. De acordo com Kun-bzang bla-ma'i zhal-lung, um bodisatva pode escolher entre três caminhos para ajudar os seres sencientes no processo de alcançar o estado de Buda. Eles são:
1. Rei - como bodisatva - aquele que aspira a tornar-se Buda logo que possível, e então ajudar os seres sencientes em pleno desenvolvimento;
2. Barqueiro - como bodisatva - aquele que aspira a alcançar o estado de Buda, juntamente com outros seres;
3. Pastor - como bodisatva - aquele que aspira a demora para alcançar o estado de Buda até que todos os outros seres sencientes alcancem o estado de Buda. Bodisatvas como: Avalokiteśvara, Śāntideva, entre outros, acredita-se que se enquadrem nesta categoria.

A Doutrina Tibetana (como a Teravada, por motivos diferentes), reconhece apenas o primeiro destes, considerando que os Budas que permanecem no mundo são capaz de ajudar os outros, então não há nenhum ponto em contradição. Geshe Kelsang Gyatso observa:
| “ | Na realidade, o segundo e o terceiro tipo de bodichita são os desejos que são impossíveis de cumprir, porque só é possível levar os outros a iluminação uma vez que nós mesmos tenhamos atingido a iluminação. Portanto, o rei apenas como bodhichitta é o real bodhichitta. Je Tsongkhapa diz que, embora os outros Bodhisattvas desejem o que é impossível, sua atitude é sublime e inequívoca. | ” |

As doutrinas tradicionais da Ásia Oriental tendem a enfatizar a segunda e a terceira, a ideia de abster-se deliberadamente de se tornar um Buda, talvez para sempre.

### Dez estágios
De acordo com certos textos, como o Dashabhumika Sutra e o Rajaparikatha Ratnamala, descrevem as dez terras, solos ou estágios (sânsc.: bhūmi) que um bodisatva deve atravessar até alcançar o estado de Buda. Cada um destes estágios enfatiza o desenvolvimento de uma das dez (ou catorze) perfeições (sânsc.: paramita): generosidade, ética, paciência, esforço, concentração, sabedoria, meios hábeis, aspiração, poder e conhecimento. Algumas escrituras afirmam que um bodisatva pode levar três, sete ou trinta e três éons imensuráveis (sânsc.: asamkhyeya kalpa) para atravessar esses estágios e alcançar a iluminação. Um éon equivale ao tempo de uma era universal, um período de tempo incalculável. Abaixo está a lista dos dez bhūmis e suas descrições de acordo com o Avataṃsaka Sūtra e A Joia do Ornamento da Libertação, um tratado por Gampopa (um influente professor da escola Kagyu tibetana). Outras escolas dão uma descrição um pouco diferente.
Antes de um bodisatva chegar no primeiro fundamento, ele ou ela primeiro deve trilhar os dois primeiros dos cinco caminhos:
1. O caminho da acumulação
2. O caminho de preparação

Os dez estágios do bodisatva que podem ser agrupados para os próximos três caminhos:
1. Bhūmi 1 o caminho do discernimento
2. Bhūmis 2-7 o caminho da meditação
3. Bhūmis 8-10 o caminho de não mais aprender

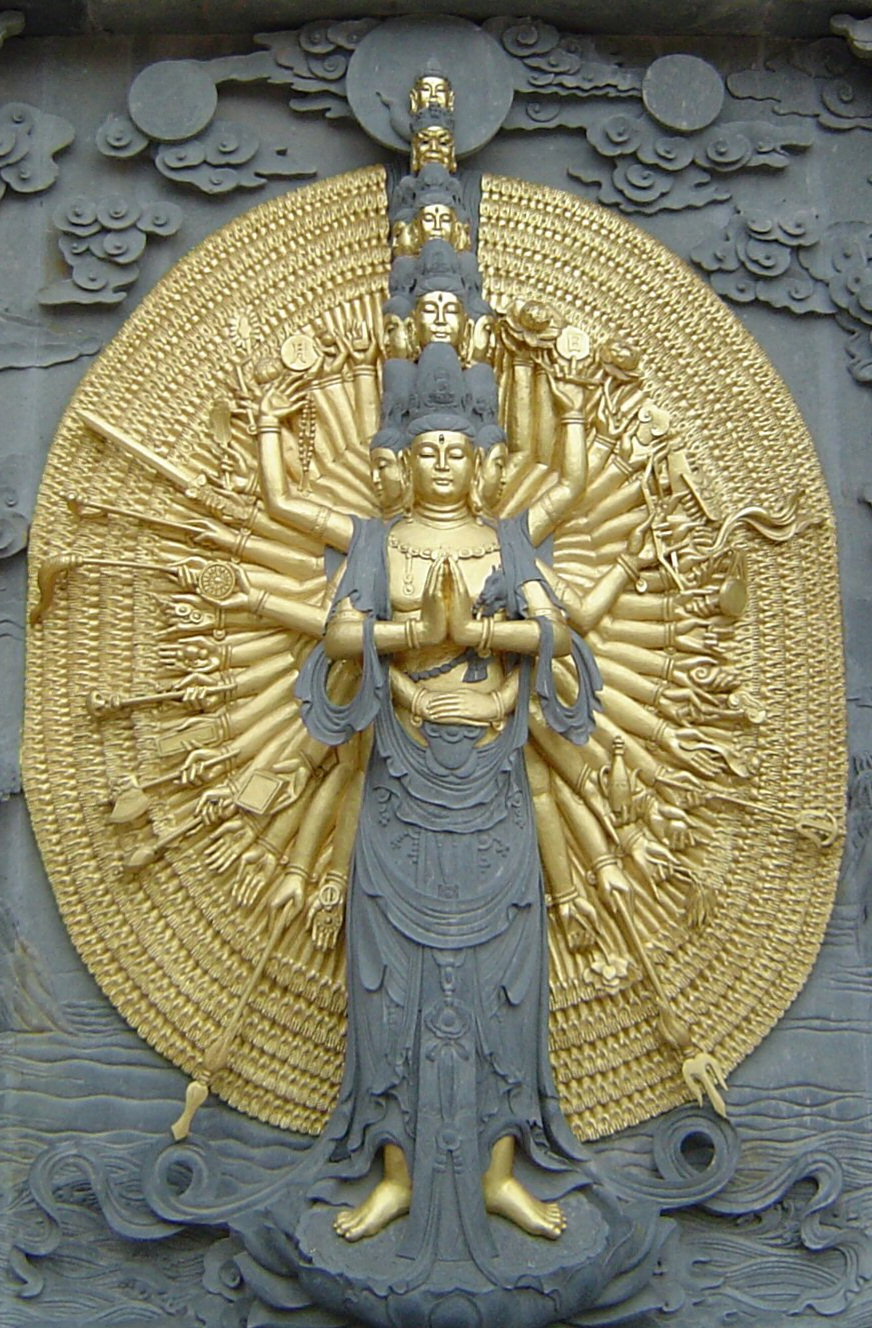
Imagem em relevo de Kuan Yin, no Monte Jiuhua, China.

O capítulo dos dez fundamentos do Avataṃsaka Sūtra refere-se a 52 estágios, com os 10 seguintes fundamentos:
1. Muito Alegre
  - O primeiro estágio é Muito Alegre, uma vez que o bodisatva está exultante. Ele abandona os três impedimentos e nasce na linhagem dos Tathagatas. Pela maturação dessas qualidades, a perfeição da generosidade torna-se suprema; ele ilumina, com sua vibração, uma centena de mundos e se torna um grande senhor do universo.
2. Sem Mácula
  - O segundo estágio é chamado Sem Mácula porque as dez ações virtuosas do corpo, da fala e da mente são imaculadas e ele permanece nelas de modo natural. Pela maturação dessas qualidades, a perfeição da ética torna-se suprema; ele se torna um monarca universal que auxilia os seres, senhor dos quatro continentes gloriosos e das sete substâncias preciosas.
3. Brilhante
  - O terceiro estágio chama-se Brilhante porque surge a pacificadora luz da sabedoria. Geram-se as concentrações e clarividências, enquanto o desejo e o ódio são de todo extintos. Pela maturação dessas qualidades, a perfeição da paciência torna-se suprema; extinguindo-se o desejo por completo, torna-se um grande e sábio rei dos deuses.
4. Radiante
  - O quarto estágio é chamado Radiante porque surge a luz da verdadeira sabedoria, na qual ele cultiva de modo supremo as práticas que auxiliam a iluminação. Pela maturação dessas qualidades, ele se torna um rei dos deuses no paraíso Yama, hábil em impedir o surgimento da concepção de que a conjunção transitória seja a natureza intrínseca.
5. Difícil de Superar
  - O quinto estágio chama-se Difícil de Superar porque os perversos acham dificílimo subjugá-lo; ele se torna capaz de conhecer os significados sutis das verdades nobres e afins. Pela maturação dessas qualidades, ele se torna um rei dos deuses, que habita o paraíso Tushita, supera as fontes de aflição e as opiniões de todos os tirthikas.
6. Aproximação
  - O sexto estágio é chamado Aproximação porque ele se aproxima das qualidades de um Buda; pela familiaridade com a quietude permanente e com a sabedoria discriminativa, ele atinge a cessação e, portanto, avança na sabedoria. Pela maturação dessas qualidades, ele se torna um rei dos deuses no paraíso Nirmanarati. Os shravakas não podem superá-lo: ele pacifica os que têm o orgulho da superioridade.
7. Afastado
  - O sétimo estágio é o Afastado porque o número de suas qualidades aumentou e em qualquer momento ele pode adentrar o equilíbrio da cessação. Pela maturação dessas qualidades, ele se torna um senhor dos deuses no paraíso Paranirmitavasavartin, torna-se um grande mestre de mestres porque conhece a realização direta das verdades nobres.
8. Imutável
  - O oitavo estágio é chamado Imutável, o estágio vigoroso; devido à sua não-conceitualidade, ele é imóvel e as esferas de atividade de seu corpo, fala e mente são inconcebíveis. Pela maturação dessas qualidades, ele se torna um Brahma, senhor de mil mundos; arhats, pratyeka-buddhas e afins não podem superá-lo em elucidar o significados das doutrinas.
9. Inteligência Perfeita
  - O nono estágio é chamado Inteligência Perfeita; como um regente, ele atingiu a realização individual correta e, portanto, tem inteligência perfeita. Pela maturação dessas qualidades, ele se torna um Brahma que é senhor de um milhão de mundos; os arhats e afins não podem superá-lo em responder às questões dos pensamentos dos seres sencientes.
10. Nuvem do Dharma
  - O décimo estágio é a Nuvem do Dharma porque cai a chuva da doutrina excelente; o bodisatva é consagrado com luz pelos Budas. Pela maturação dessas qualidades, ele se torna um senhor dos deuses de Morada Pura, ele é um grande soberano supremo, senhor da esfera da sabedoria infinita.

Após os dez bhūmis, de acordo com o Budismo Maaiana, a pessoa atinge a iluminação completa e torna-se um Buda.
Com os 52 estágios, o Śūraṅgama Sūtra na Ásia Oriental reconhece 57 estágios. Com os 10 estágios, várias escolas Vajrayāna reconhecem 03-10 estágios adicionais,  a maioria com mais 6 estágios de variadas descrições.
Um bodisatva acima do 7 estágio é chamado de mahāsattva. Alguns bodisatvas como Samantabhadra também disseram já ter atingido o estado de Buda.

### Escolas/Doutrinas
Alguns sutras dizem que um novato levaria 03–22 éons imensuráveis (mahāsaṃkhyeya kalpas) para se tornar um Buda. No Budismo Terra Pura, de acordo com as escrituras, um bhikkhu chamado Dharmakara fez 48 votos diante de Lokeshvara-raja, o 53° Buda.  Este bhikkhu se tornaria o dhyani-buddha Amitabha ("o buddha da vida e luz infinitas", chin.: O-mi-t'o, jap.: Amida), que então assumiu o compromisso de salvar todos os seres sencientes e de levá-los a uma Terra Pura (sânsc.: buddha-kshetra, chin.: ching-t'u, jap.: jôdo) localizada no ocidente. As escolas Tiantai, Huayan, Zen e Vajrayāna ensinam maneiras de atingir o estado de Buda dentro de um ciclo kármico.

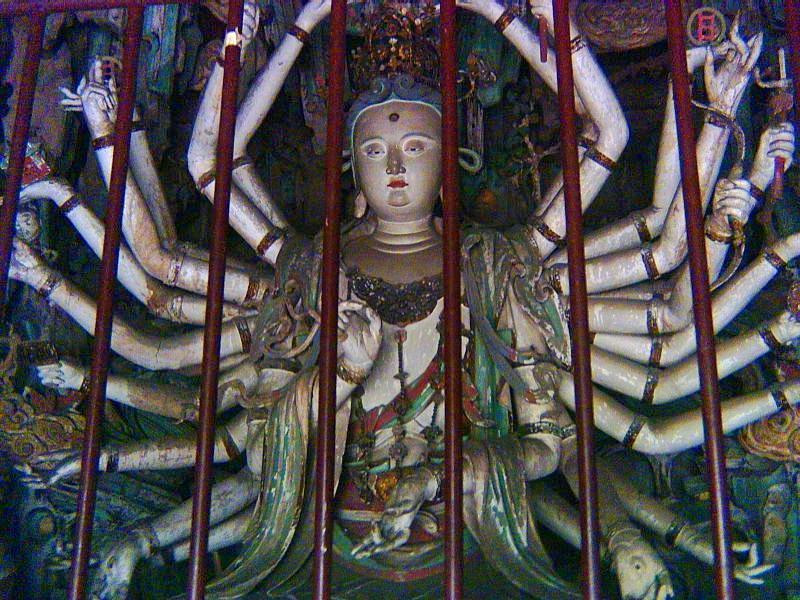
Bodhisattva Kuan Yin dos Mil Braços, imagem do mosteiro de Shuanglin Si.

Várias tradições no budismo acreditam em certos bodisatvas específicos. Alguns bodisatvas aparecem em tradições, mas devido às barreiras linguísticas podem ser vistos como entidades separadas. Por exemplo, os budistas tibetanos acreditam em diversas formas de Chenrezig, que em sânscrito é Avalokiteśvara, Guanyin (outras grafias: Kwan Yin, Kuan-yin) na China e na Coreia, Quan Am no Vietnã, e Kannon (pronuncia-se: Kwannon) no Japão. Jizo ou Ti Tsang, também conhecido como Dìzàng Púsà  é outro bodisatva popular no Japão e na China (Kṣitigarbha em sânscrito). Jizo é conhecido por ajudar aqueles que estão perdidos. Seu maior voto de compaixão:
| “ | Se eu não for para o inferno para ajudar os seres que sofrem lá, quem mais irá? (...) Se o inferno não for vazio não vou me tornar um Buda. Somente quando todos os seres vivos forem salvos, vou alcançar o Bodhi. | ” |

Muitos seguidores do budismo tibetano consideram os Dalai Lamas e os Karmapas a mesma emanação do bodisatva Chenrezig, o bodisatva da Compaixão.
O lugar das ações de um bodisatva terreno, como a realização da iluminação ou os atos do darma, é conhecido como um bodhimanda, e torna-se um local de peregrinação. Muitos templos e mosteiros são famosos como bodhimandas, por exemplo, a ilha de Putuoshan, localizado ao largo da costa de Ningbo, é venerado pelos budistas chineses como o bodhimanda de Avalokiteśvara. Talvez o bodhimanda mais famoso de todos é a árvore do despertar (sânscrito: bodhi-druma), também conhecida como aśvattha (pāli: assattha) ou pipphala (pāli: pippala) em que Śākyamuṇi alcançou o estado de Buda.

## Importantes Bodisatvas
- Avalokiteśvara
- Mañjuśrī
- Samantabhadra
- Kṣitigarbha
- Maitreya
- Vajrapāṇi
- Sadāparibhūta
- Guan Yin

## Ensinamento
Pollock (2005): p. 43) fornece uma história sugestiva de ensino que descreve a natureza "de um bodisatva" e menciona a deambulação (tibetano: skor-ba):
| “ | A natureza do bodisatva resulta de uma história ensinada em que três pessoas estão andando por um deserto. Seca e sede, eles espiam um muro alto à frente. Eles se aproximam e circulam o muro, mas não tem entrada ou porta. Um sobe nos ombros dos outros, olha para dentro, gritando "Eureka" e pula para dentro. O segundo, em seguida, sobe e repete as ações do primeiro. O terceiro laboriosamente sobe o muro, sem assistência e vê um luxuriante jardim. Ele tem água fresca, árvores, frutos, etc. Mas, em vez de saltar para o jardim, a terceira pessoa salta de volta para o deserto e procura andarilhos do deserto para falar sobre o jardim e como encontrá-lo. A terceira pessoa é o Bodhisattva. | ” |